# Dicranella rufo-aurea
Dicranella rufo-aurea là một loài rêu trong họ Dicranaceae. Loài này được Hampe A. Jaeger mô tả khoa học đầu tiên năm 1872.